# Sufasar
Sufasar (łac. Diocesis  Sufasaritanus) – stolica historycznej diecezji we Cesarstwie rzymskim w prowincji Mauretania Cezarensis, zlikwidowana w VII w. podczas ekspansji islamskiej, współcześnie w północnej Algierii. Obecnie katolickie biskupstwo tytularne. 

## Biskupi tytularni
| Lp. | Biskup                            | Funkcja                                      | Od                   | Do               |
| --- | --------------------------------- | -------------------------------------------- | -------------------- | ---------------- |
| 1   | Gaston-Marie Jacquier             | biskup pomocniczy Algieru (Algieria)         | 4 grudnia 1960       | 8 lipca 1976     |
| 2   | Stanisław Sygnet                  | biskup pomocniczy sandomierska               | 20 września 1976     | 1 listopada 1985 |
| 3   | André Vallée                      | biskup polowy Kanady                         | 28 października 1987 | 19 sierpnia 1996 |
| 4   | José Benjamín Castillo Plascencia | biskup pomocniczy guadalajarski (Meksyk)     | 18 listopada 1999    | 8 lutego 2003    |
| 5   | Claude Champagne                  | biskup pomocniczy Halifax (Kanada)           | 25 marca 2003        | 5 stycznia 2009  |
| 6   | Augustinus Kim Jong-soo           | biskup pomocniczy Daejeon (Korea Południowa) | 10 lutego 2009       | 26 lutego 2022   |
| 7   | Francisco Javier Acero Pérez      | biskup pomocniczy Meksyku                    | 15 września 2022     |                  |